# Methingau
Der Methingau (auch pagus Methinse, Methingouwe, pays de Matois) war ein fränkischer Gau im Gebiet des heutigen Dreiländerecks Belgien, Frankreich und Luxemburg, das Pays haut zwischen Longwy und Briey.
Er umfasste die Orte Answeiler, Aumetz, Baslieux, Beuvillers, Contern, Labry, Luxemburg-Stadt, Mamer, Monnerich, Rédange, Syren, Vernéville und Villers-la-Montagne.
Herrscher des Methingaus waren unter anderem:
- Gozelo († 942), Graf des Bidgau und des Methingau, aus der Familie der Wigeriche, verheiratet mit Uda von Metz
- Gottfried der Gefangene (* 935/940; † 3./4. April nach 995), Gozelos Sohn, war 959/960 Graf im Methingau[2]
- Adalbero von Reims († 23. Januar 989), Gotzelos Sohn und Bruder Gottfrieds, war Erzbischof von Reims und Herrscher über den Methingau.